# Lithobius cockerelli
Lithobius cockerelli är en mångfotingart som beskrevs av Chamberlin 1904. Lithobius cockerelli ingår i släktet Lithobius och familjen stenkrypare. Inga underarter finns listade i Catalogue of Life.